# Gabriel Almond
Gabriel Abraham Almond (* 12. Januar 1911 in Rock Island, Illinois; † 25. Dezember 2002 in Pacific Grove, Kalifornien) war ein US-amerikanischer Politikwissenschaftler, der zu den bedeutendsten Wissenschaftlern im Bereich der vergleichenden Politikwissenschaft gezählt wird. Zuletzt hat er sich um die Erforschung der Geschichte der Politikwissenschaft verdient gemacht.

## Leben
1928 begann Almond das Studium der Politikwissenschaft an der Universität von Chicago, dem damaligen Zentrum der verhaltensorientierten Politikwissenschaft (Behavioralismus) und promovierte bei Harold Dwight Lasswell. Seine Dissertation (Wealth and Plutocracy in New York City) sorgte für Aufsehen und wurde erst nach vielen Jahren veröffentlicht. Im gleichen Jahr lehrte er am Brooklyn College.

### Zweiter Weltkrieg (1941–1945)
Im Zweiten Weltkrieg wurde Almond nach Washington berufen, um Informationen zu beschaffen. Die Beschaffung von Masseninformationen für Regierungszwecke war etwas völlig Neues zu dieser Zeit. Insbesondere sollten die Medien überwacht werden. Regelmäßig sollten Meinungen und Haltungen, die in gewisser Weise mit dem Krieg in Verbindung gebracht werden könnten, aufgezeichnet werden. In einer kleinen Gruppe, die Informationen über Deutschland, Italien und die besetzten Gebiete sammelte, versuchte Almond, einen analytischen Code zu erstellen.
Wesentlich praxisnaher war seine Arbeit bei der „United States Strategic Bombing Survey“, wo er beauftragt wurde, die Effekte der strategischen Luftangriffe auf Haltung und Verhalten der bombardierten Bevölkerung zu studieren. Dafür wurden Dokumente, die mit den Luftangriffen in Verbindung standen, untersucht sowie zahlreiche Polizisten, Gestapo-Offiziere und auch Überlebende der Widerstandsbewegung befragt.

### Tätigkeit als Hochschullehrer (1946–1976)
1946 wurde Almond an die Yale University berufen, wo er Mitglied im „Institute of International Studies“ wurde, der ersten Forschungsgruppe im Land, die interdisziplinär orientiert war. 1950 veröffentlichte Almond sein erstes Buch (The American People and Foreign Policy), das ihn zu einem der führenden Wissenschaftler im Bereich der verhaltensorientierten Politikwissenschaft machte. Er wurde von der Zeitschrift „World Politics“ gebeten, die Ergebnisse der Arbeit in einem Artikel zu publizieren.
Almond formulierte das Konzept der Stimmungs- bzw. der Gefühlslage. Damit ist eine fügsame und formlose Reaktion auf einen mehrdeutigen Kontext gemeint, welche hauptsächlich in den Außenbeziehungen zum Ausdruck kommt. Im selben Jahr (1950) siedelte sein Institut an die Princeton University um. In dieser Zeit begann seine langjährige Bindung zur interdisziplinären Aktivität der sozialwissenschaftlichen Forschung. Mit dieser Forschung erreichte Almond durch das Buch „Appeals of Communism“ (1954) den vorläufigen Höhepunkt seiner Karriere. Es basiert zum größten Teil auf einer Sammlung von Daten, Meinungen aus dem In- und Ausland, Interviews mit ehemaligen Kommunisten und beinhaltet umfangreiche Analysen dieser Daten. Almond erwies sich als erster Praktiker der politischen Psychologie, und dies lange bevor sich die Studie als eigenständige Disziplin beweisen konnte.
Almond blieb bis 1959 in Princeton und ging danach zurück nach Yale. Dort verbrachte er vier Jahre, bis er dann an die Stanford University wechselte. In Stanford arbeitete er schließlich bis zu seiner Pensionierung 1976. Er schaffte es, den Fachbereich der Politikwissenschaften zu erneuern und wurde Dekan. 1965/6 amtierte er als Präsident der American Political Science Association (APSA).
1961 wurde Almond in die American Academy of Arts and Sciences gewählt, 1966 in die American Philosophical Society und 1977 in die National Academy of Sciences.

## Werk: The Civic Culture (1963)
Zu seinem Buch „The Civic Culture“ inspirierte Almond die sozialwissenschaftliche Abteilung der Universität von Chicago. Anhand seiner Beobachtungen stellt er eine Verbindung zwischen bürgerlicher Tugendhaftigkeit und deren Auswirkung auf die Effektivität und Stabilität der demokratischen Politikgestaltung her. Almond befragte in den USA, Großbritannien, Deutschland, Italien und Mexiko Bürger aus unterschiedlichen Staaten, um ihr politisches Bewusstsein zu identifizieren und Erkenntnisse für das politische System zu gewinnen.
Die Studie geht davon aus, dass die Vereinigten Staaten und Großbritannien über politische und soziale Attribute verfügen, die zu einer stabilen Demokratie führen können. Die anderen drei Staaten, die untersucht werden, haben diese Attribute nicht. Diese Argumentation soll aber nicht bedeuten, dass eine Demokratie in den drei Staaten nicht zu erreichen ist. Denn solange sich Bürger an politischen Systemen beteiligen können und Zugang zu sozialen Kanälen haben, kann immer von einer Besserung gesprochen werden. Almond definiert die politische Kultur als eine eindeutige Verteilung von Attributen und Orientierungen gegenüber den politischen Sachverhalten, die in der Bevölkerung einer Nation zu finden sind. Das Buch versucht die Meinungen und Einstellungen der Bürger aufzunehmen und anhand dieser, ein besseres Verständnis der politischen Kultur zu verbreiten. Bis heute hat diese Arbeit große Bedeutung für die Politikwissenschaft.

## Geschichte der Politikwissenschaft
Beginnend mit zwei Aufsätzen 1988 reflektierte er die Geschichte der Disziplin in amerikanischer und internationaler Perspektive. 1990 veröffentlichte er sein diesbezügliches Standardwerk A Discipline Divided. Aus dieser Schwerpunktsetzung heraus verfasste er für das 1998 erschienene renommierte Handbuch A New Handbook of Political Science den wissenschaftshistorischen Beitrag.

## Schriften
- Comparative Political Systems, in: Journal of Politics XVIII, August 1956, S. 391–409
- Introduction. A Functional Approach to Comparative Politics, in: Gabriel A. Almond / James S. Coleman (Hrsg.): The Politics of the Developing Areas, Princeton 1960, S. 3–64
- zusammen mit Sidney Verba: The Civic Culture. Political Attitudes and Democracy in Five Nations, Boston / Toronto 1963
- A Developmental Approach to Political Systems, in: World Politics XVII, January 1965, S. 183–214
- zusammen mit G. Bingham Powell jr.: Comparative Politics. A Developmental Approach, Boston / Toronto 1966
- Political Development: Analytical and Normative Perspectives, Boston 1968
- Determinancy-Choice, Stability-Change: Some Thoughts on a Contemporary Polemic in Political Theory, in: Government and Opposition V, 1969/70
- zusammen mit Scott Flanagan / Robert Mundt: Crisis, Choice, and Change. Historical Studies of Political Development, Boston 1973
- zusammen mit G. Bingham Powell, Jr. (Hrsg.): Comparative Politics Today. A World View, Boston / Toronto 1980
- A Discipline Divided. Schools and Sects in Political Science, 1990
- Political Science – the History of the Discipline, in: Robert E. Goodin and Hans-Dieter Klingemann: A New Handbook of Political Science, Oxford / New York 1998, S. 50–96